# Дончо Станчев-Лъчезаров
Дончо Станчев, с литературен псевдоним Лъчезаров, е учител, литератор, читалищен деец, социалист и участник в Първата световна и Балканските войни.

## Биография
Роден е в Пирдоп на 12 април 1874 г. Учителства в балнеоложкия курорт Вършец, През 1900 година става съосновател на местното читалище и е избран за председател.
Заедно със съпругата си учителката Донка (1878-1948) чрез заем от Ипотекарната банка предприема построяването и завършва през 1911 г. двуетажен дом – 8-стаен семеен хотел „Вила Незабравка“. В хотела са отсядали съидейници и културни дейци: Димитър Благоев, Георги Кирков, Васил Коларов, Георги Димитров, Ана Маймункова.
От „Вила Незабравка“ започва Септемврийското въстание през 1923 г., защото в мазето на дома-хотел Донка Станчева рискува да укрие няколко дни ръководителите на въстанието и те на 23 септември, след като се измъкват от тясното скривалище, решават да приемат пред хотела прогласяването от въстаническите сили на работническо-селска власт в района. Затова при потушаването на въстанието от правителството, взело властта с преврат, шпицкоманда изгаря „Вила Незабравка“ заедно с голямата семейна библиотека и авторските ръкописи на Дончо Семейството е репресирано и интернирано. След установяване на семейството в София 1925 г. големите синове са пребити в полицията и Веселин остава инвалид, а Любен скоро умира. По-късно „Вила Незабравка“ е възстановена в първоначалния си вид от нов собственик и е обявена за паметник на културата.
Публикува книги със стихове, пиеси и публицистика. Семейната литературна традиция е продължена през 1930-те години от синовете му писателите Емил Коралов (Станчев) и Лъчезар Станчев, приети за членове на Съюза на българските писатели. Бащата Дончо дарява своя псевдоним на най-малкия си син Лъчезар и така в 1908 г. се появява това ново българско име, днес вече широко разпространено.
Дончо Станчев умира в 1921 г. от болести, от които се разболява по време на войните. Улицата до Читалището във Вършец носи името му Дончо Станчев.

## Лично творчество в НБКМ
- Лъчезаров, Няколко думи за ученическите бунтове, изд. Хр. В. Сайнов – Бяла Слатина, Враца, 1896
- Д. С. Лъчезаров (Дончо Станчев), Червена вечер № 1, (Новият жител в село, пиеса в едно действие и Стихове), печатница М. Богданов, Враца, 1922
- Д. С. Лъчезаров, Червена вечер № 2, (Старият борец, пиеса в едно действие и Стихове), печатница Пършоров, Враца, 1922